# Ponhea Kraek
Ponhea Kraek es uno de los 16 distritos que forman la provincia camboyana de Tboung Khmum, con una población estimada en marzo de 2008 de 135 318 habitantes. Está dividido en las siguientes  comunas (khum), que se muestran asimismo con población estimada de 2008:
- Doun Tei 12,532
- Kak 16,363
- Kandaol Chrum 17,954
- Kaong Kang 14,967
- Kraek 38,026
- Popel 9,660
- Trapeang Phlong 19,259
- Veal Mlu 6,557[1]